# 溫琴登 (麻薩諸塞州)
溫琴登（英語：Winchendon）是一個位於美國麻薩諸塞州烏斯特縣的鎮。

## 人口
根據2020年美國人口普查的數據，溫琴登的面積為114.10平方千米，當中陸地面積為112.10平方千米，而水域面積為2.00平方千米。當地共有人口10364人，而人口密度為每平方千米91人。